# Уил Хърд
Уилям Балард Хърд (на английски: William Ballard Hurd) е американски политик и бивш нелегален служител на ЦРУ, член на камарата на представителите от Тексас (2015 – 2021). След девет години в системата на ЦРУ, през 2010 г. се кандидатира за представител в Конгреса, но на втория тур на първичните избори не е избран. През 2014 г. се кандидатира отново и е избран. Преизбриран е през 2016 г. и през 2018 г. На изборите през 2020 г. се отказва от преизбиране. По време на мандата си в Конгреса той става известен със своя опит в технологиите и киберсигурността, както и с двупартийността си.
На 22 юни 2023 г. той обявява кандидатурата си за участие в първичните избори на Републиканската партия за президентските избори през 2024 г.

## Биография
Роден е на 19 август 1977 г. в Сан Антонио, щата Тексас. Той е син на Мери Алис Хърд и Робърт Хърд. Има брат на име Чък и сестра на име Елизабет. Баща му е чернокож, а майка му бяла.
Хърд е възпитаник на гимназията Джон Маршал в Леон Вали, Тексас, и възпитаник на Тексаския университет „A&M“, където е избран за ръководител на студентската организация. Завършва компютърни науки и е специализира международни отношения.